# Iza (rijeka)
Iza je lijevi pritok rijeke Tise u sjevernoj Rumunjskoj. Izvor joj je u gorju Rodna. Ulijeva se u Tisu u blizini grada Sighetu Marmației. Prolazi kroz općine Săcel, Săliștea de Sus, Dragomirești, Bogdan Vodă, Șieu, Rozavlea, Strâmtura, Bârsana, Oncești, Vadu Izei i Sighetu Marmației. Duljina rijeke je 80 km, a površina porječja 1293 km2.:23

## Pritoke
Pritoci rijeke Iza su sljedeće rijeke:
- Lijevi: Valea Carelor, Bistrița, Bâleasa, Baicu, Slatina, Ieud, Gârbova Mare, Botiza, Sâlța, Slătioara, Valea Morii, Văleni, Mara, Șugău, Valea Păstăilor
- Desni: Valea Satului, Valea Muntelui, Valea Caselor, Valea Porcului, Rona

## Vanjske poveznice
|  | Zajednički poslužitelj ima još gradiva o temi Iza (rijeka) |